# Петер Мате
Петер Мате (на унгарски: Máté Péter, роден на 2 декември 1984 г.) е унгарски футболист, понастоящем играещ в унгарския Дебрецен. Играе на поста централен защитник.

## Клубна кариера
Петер Мате започва кариерата си в аматьорските дивизии. След добри изяви скаути на Дебрецен го набелязват и привличат в редиците си.
Именно в Дебрецен започва първите си игри в професионалния футбол. През първите два сезона изиграва общо 3 мача. В третия си сезон за Дебрецен изиграва 11 срещи и вкарва един гол. След като получава няколко възможности да се появи в игра е пратен под наем в Мишколц в местния тим Диошдьор. Там записва 26 мача и 2 гола. След добрите игри в Диошдьор той се връща в Дебрецен и треньорите започват да разчитат повече на него, като през сезон 2005 – 2006 изиграва 25 срещи и вкарва 5 гола, което е изключително завръщане за централния бек.
В началото на сезон 2006 – 2007 ръководството на Дебрецен получава оферта от английския Рединг и го пускат под наем за една година. Още на дебюта си вкарва гол с глава за Рединг в мач от Карлинг Къп срещу Дарлингтън. Впоследствие получава контузия в мач от първенството на дублиращите отбори между Рединг и Челси. От ръководството на клуба му обявяват, че ще поемат лечението му и че наемът ще свърши в края на 2007 г.

## Клубове по години
- 2000 – ????  Дебрецен
- 2004 – 2005  Диошдьор (под наем)
- 2006 – 2007  Рединг (под наем)
- 2007- Дебрецен

## Национален отбор
Петер Мате често е викан в отбора на страната си, както и в младежката формация. За мъжкия национален отбор има изиграни 3 мача.